# Le Plessis-Bouchard
Le Plessis-Bouchard är en kommun i departementet Val-d'Oise i regionen Île-de-France i norra Frankrike. Kommunen ligger i kantonen Beauchamp som tillhör arrondissementet Pontoise. År 2022 hade Le Plessis-Bouchard 8 333 invånare.

## Befolkningsutveckling
Antalet invånare i kommunen Le Plessis-Bouchard
| Referens: INSEE |